# Bernd Schneider (labdarúgó)
Bernd Schneider (Jéna, 1973. november 17. –) német válogatott labdarúgó. Sokoldalú játékos volt, gyakran játszott a jobb oldali középpályán, de középső középpályásként és védekező középpályásként is megfordult. 
Csapattársai és a szurkolók a "Schnix" becenevet aggatták rá. Kiváló technikája miatt a "fehér brazil" becenéven is emlegették.
Habár, többnyire előkészítő volt, mégis hihetetlen gólérzékeny volt, főleg nagy távolságból. Súlyos gerincproblémái miatt 2009-ben visszavonult.

## Pályafutása
Schneider a profi karrierjét az FC Carl Zeiss Jena-ban kezdte, és egymást követően 5 szezont játszott a klubban, amely a Német Bundesliga 2-ben volt. 1991. Augusztus 13-án debütált és 10 percet játszott a Darmstadt 98 ellen. A meccs végén 1-3-ra veszített az FC Carl Zeiss Jena.
Ezután 1 szezont játszott az Eintracht Frankfurtban, majd a Bayer Leverkusen-hez igazolt, ahol kulcsjátékossá vált csapatában. Az 1999-2000-es és a 2000-2001-es szezonban nagyban hozzájárult a csapat kitűnő második helyezéséhez, 11 gólpasszt adott az utóbbi szezonban, valamint 5 gólt szerzett, valamint a Bajnokok Ligája döntőjébe is bejutott a Bayer Leverkusen, melyben nagy szerepe volt.
Bár inkább előkészítő volt, mintsem befejező játékos, karrierje legtöbb (10) gólját a 2003-2004-es szezonban szerezte, így ő rúgta a legtöbb gólt abban a szezonban, akárcsak Johan Micoud. A Leverkusen a 3. helyen végzett, és a következő szezonban Schneider megújította szerződését további négy évvel.
Két erősebb szezon után (10 gól és 18 gólpassz 60 meccs alatt), Schneidert egymást követő sérülések érték, először a vádlija, aztán a háta. Visszatérnie majd csak 2009. május  16-án sikerült, amikor is az utolsó 20 percben játszott a Borussia Mönchengladbach elleni meccsen, amit a Leverkusen 5-0 arányban nyert meg. Az ezt követő hónapban jelentette be visszavonulását, miután nem sikerült teljesen felépülnie a sérüléséből.
2009. május 29-én, a Carl Zeiss Jena, azonnal kinevezte őt, mint a klubelnök, Peter Schreiber tanácsadójának, és munkába állt a Bayer Leverkusennél, mint játékosfigyelő, miután visszavonult a játéktól.

## Sikerei, díjai
- Német Bundesliga 2. helyezés 1999-2000 és 2001-2002
- Német kupa 2. helyezés 2001-2002 és 2008-2009
- UEFA Bajnokok Ligája 2. helyezés 2002
- Világbajnoki 2. helyezés 2002, 2006
- Konföderációs kupa 3. helyezés 2005